# 巴尔基 (意大利)
巴尔基（義大利語：Barchi），是意大利佩薩羅和烏爾比諾省的一个已废置的市镇。总面积17.24平方公里，人口997人，人口密度57.8人/平方公里（2008年）。ISTAT代码为041004。
2017年1月1日该市镇与其他市镇一起合并为新的Terre Roveresche市镇。